# Palla Dapples
Pour les articles homonymes, voir Dapples.
La Palla d'Argento Henri Dapples ou plus simplement la Palla Dapples (en français la Boule d'Argent Henri Dapples ou la Boule Dapples) est un trophée Bon de football par équipe existant dans les premières années du XXe siècle (disputé entre 1903 et 1909).
Le Trophée, de grande valeur, consistait en un ballon de football en argent de taille réelle créé en l'honneur d'Henri Dapples, à l'époque dirigeant du Genoa Cricket and Football Club et l'un des premiers attaquants de la formation rossoblu.
Le détenteur de la balle remettait son titre en jeu à chaque match contre l'équipe adverse (en cas de match nul, le trophée restait à l'équipe détentrice).
Le premier match eut lieu le 20 décembre 1903 lors d'une rencontre entre le Genoa Cricket and Football Club et la Società Ginnastica Andrea Doria qui se solda sur le score de un but partout (le ballon fut alors donné au Genoa qui le conserva durant 10 matchs). L'équipe l'ayant le plus de fois remporté est le Milan (qui détient également la plus longue série sans perdre le ballon avec 13 matchs sans défaites), 22 fois. Le dernier match eut lieu le 26 décembre 1909 entre le Genoa et Spinola Genova qui se solda sur une victoire 10-0 du Genoa, alors dernier vainqueur de la Boule Dapples.
À noter qu'en tout, dix équipes prirent part à ces matchs en six ans et que sept d'entre elles remportèrent la Palla Dapples.
Le trophée, après avoir été gardé pendant des années dans les musées du Milan et de l'Inter, fut restitué à la Fondazione Genoa et est actuellement conservé au musée du Genoa.

## Bilan

### Palmarès
| N° | Date              | Rencontre               | Rés. | Vainqueur                         |
| -- | ----------------- | ----------------------- | ---- | --------------------------------- |
| 1  | 20 décembre 1903  | Genoa — Andrea Doria    | 1-1  | Genoa                             |
| 2  | 26 décembre 1903  | Genoa — Andrea Doria    | 0-0  | Genoa                             |
| 3  | 27 décembre 1903  | Genoa — Andrea Doria    | 1-0  | Genoa                             |
| 4  | 3 janvier 1904    | Genoa — Andrea Doria    | 6-2  | Genoa                             |
| 5  | 10 janvier 1904   | Genoa — FC Torinese     | 2-0  | Genoa                             |
| 6  | 17 janvier 1904   | Genoa — Milan           | 2-1  | Genoa                             |
| 7  | 21 février 1904   | Genoa — Juventus        | 2-0  | Genoa                             |
| 8  | 13 novembre 1904  | nc                      | nc   | Genoa                             |
| 9  | 27 novembre 1904  | nc                      | nc   | Genoa                             |
| 10 | 4 décembre 1904   | nc                      | nc   | Genoa                             |
| 11 | 11 décembre 1904  | Genoa — Andrea Doria    | nc   | Andrea Doria                      |
| 12 | 9 avril 1905      | Andrea Doria — Milan    | 0-1  | Milan                             |
| 13 | 16 avril 1905     | Milan — Andrea Doria    | 4-0  | Milan                             |
| 14 | 30 avril 1905     | Milan — Genoa           | 2-0  | Milan                             |
| 15 | 12 novembre 1905  | Milan — Juventus        | 2-0  | Milan                             |
| 16 | 26 novembre 1905  | Milan — US Milanese     | 6-0  | Milan                             |
| 17 | 10 décembre 1905  | Milan — Juventus        | 3-2  | Milan                             |
| 18 | 11 novembre 1906  | Milan — US Milanese     | 3-1  | Milan                             |
| 19 | 18 novembre 1906  | Milan — US Milanese     | 3-1  | Milan                             |
| 20 | 25 novembre 1906  | Milan — Ausonia         | 4-0  | Milan                             |
| 21 | 2 décembre 1906   | Milan — Ausonia         | 5-0  | Milan                             |
| 22 | 21 avril 1907     | Milan — Torino          | 2-0  | Milan                             |
| 23 | 28 avril 1907     | Milan — Torino          | 3-3  | Milan                             |
| 24 | 3 novembre 1907   | Milan — Ausonia         | 6-0  | Milan                             |
| 25 | 10 novembre 1907  | Milan — Ausonia         | 2-0  | Partie annulée pour boule abimée  |
| 26 | 8 décembre 1907   | Milan — US Milanese     | 1-3  | US Milanese                       |
| 27 | 15 décembre 1907  | US Milanese — Milan     | 1-2  | Milan                             |
| 28 | 22 décembre 1907  | Milan — US Milanese     | 2-1  | Milan                             |
| 29 | 16 février 1908   | Milan — Genoa           | 1-0  | Milan                             |
| 30 | 1er mars 1908     | Milan — Genoa           | 2-3  | Genoa                             |
| 31 | 8 mars 1908       | Genoa — Milan           | 1-3  | Milan                             |
| 32 | 15 mars 1908      | Milan — Torino          | 2-1  | Milan                             |
| 33 | 29 mars 1908      | Milan — Libertas Milano | 1-1  | Milan                             |
| 34 | 26 avril 1908     | Milan — Genoa           | 3-0  | Milan                             |
| 35 | 1er novembre 1908 | Milan — Genoa           | 3-1  | Milan                             |
| 36 | 8 novembre 1908   | Milan — Juventus        | 2-1  | Milan                             |
| 37 | 15 novembre 1908  | Milan — Pro Vercelli    | 0-2  | Pro Vercelli                      |
| 38 | 22 novembre 1908  | Pro Vercelli — Juventus | 1-2  | Juventus                          |
| 39 | 6 décembre 1908   | Juventus — Pro Vercelli | 0-3  | Pro Vercelli                      |
| 40 | 13 décembre 1908  | Pro Vercelli — Juventus | 2-3  | Juventus                          |
| 41 | 20 décembre 1908  | Juventus — Pro Vercelli | 0-1  | Pro Vercelli                      |
| 42 | 27 décembre 1908  | Pro Vercelli — Torino   | 2-5  | Torino                            |
| 43 | 3 janvier 1909    | Torino — Milan          | 5-0  | Torino                            |
| 44 | 22 mars 1909      | Torino — Juventus       | 2-1  | Torino                            |
| 45 | 28 mars 1909      | Torino — Milan          | 2-1  | Torino                            |
| 46 | 4 avril 1909      | Torino — Milan          |      | Non disputé pour forfait du Milan |
| 47 | 25 avril 1909     | Torino — Genoa          | 0-1  | Genoa                             |
| 48 | 26 décembre 1909  | Genoa — Spinola Genova  | 10-0 | Genoa                             |

### Équipes vainqueurs et participantes
| Équipe       | Nombre de titres |
| ------------ | ---------------- |
| Milan        | 22               |
| Genoa        | 13               |
| Torino       | 4                |
| Pro Vercelli | 3                |
| Juventus     | 2                |
| Andrea Doria | 1                |
| US Milanese  | 1                |

| Équipe          | Nombre de participations |
| --------------- | ------------------------ |
| Milan           | 30                       |
| Genoa           | 16                       |
| Juventus        | 9                        |
| Torino          | 9                        |
| Andrea Doria    | 7                        |
| US Milanese     | 6                        |
| Pro Vercelli    | 6                        |
| Ausonia         | 4                        |
| Libertas Milano | 1                        |
| Spinola Genova  | 1                        |